# Cansada
Cansada é um óleo sobre tela da autoria do pintor português Henrique Pousão. Pintado em 1882 e mede 130,5 cm de altura e 81,5 cm de largura.
A pintura pertence ao Museu Nacional de Soares dos Reis de Porto.